# هیوز ایروست
هیوز ایروست (به انگلیسی: Hughes Airwest) یک شرکت هواپیمایی در ایالات متحده آمریکا بود.